# Rhytidodus griseus
Rhytidodus griseus är en insektsart som beskrevs av Mitjaev 1970. Rhytidodus griseus ingår i släktet Rhytidodus och familjen dvärgstritar. Inga underarter finns listade i Catalogue of Life.